# Schwarzer Tamarin
Der Schwarze Tamarin (Saguinus ursula), auch Ursula-Tamarin oder Östlicher Schwarzhandtamarin genannt, ist eine Primatenart aus der Gattungsgruppe der Tamarine, die zur Familie der Krallenaffen (Callitrichidae) gezählt wird und im nordöstlichen Brasilien zwischen dem Rio Tocantins und der östlich davon, im Bundesstaat Maranhão, gelegenen Übergangszone zwischen dem Amazonasregenwald und der Caatinga bzw. dem Cerrado vorkommt.

## Merkmale
Der Schwarze Tamarin hat ein nacktes Gesicht, das frontal schwarz und zur Seite hin heller wird. Auch die Ohren sind nackt, schwarz und ebenso breit wie lang (etwa 28 × 30 mm). Der Körper ist mit schwarzen, einfarbigen Haaren bedeckt; nur in der Mitte des Rückens von den Schulterblättern bis zur Schwanzbasis sind die Haare schwarz-golden quergestreift („agouti hairs“). Diese Haare haben eine Länge von 26 bis 28 mm und sind an ihrer Basis und an der Spitze schwarz, während die Mitte (5 bis 5,5 mm) golden ist. Das Rückenhaar ist dicht und wirkt zerzaust. Nacken, Hals, Brust und Vorderbeine sind mit nicht dicht stehenden schwärzlichen Haaren bedeckt. Das Bauchhaar sowie die Haare auf der Innenseite der Vorder- und Hinterbeine sind schwärzlich oder braun-schwarz. Der Schwanz ist dicht behaart und schwarz.

## Systematik
Der Schwarze Tamarin wurde 1807 zusammen mit der Gattung der Tamarine (Saguinus) durch den deutschen Naturwissenschaftler Johann Centurius von Hoffmannsegg beschrieben und ist die Typusart von Saguinus. Später wurde die Art mit dem Schwarzhandtamarin (Saguinus niger) synonymisiert. Im Jahr 2013 wurde Saguinus ursula schließlich aufgrund molekularer Daten und Unterschiede in der Fellfärbung wieder revalidiert.
Zusammen mit den nah verwandten Arten Rothandtamarin (Saguinus midas), der in den drei Guayanas und im Gebiet zwischen den Guayanas und dem unteren Amazonas vorkommt, und dem Schwarzhandtamarin (Saguinus niger), dessen Verbreitungsgebiet zwischen dem Rio Xingu und dem Rio Tocantins liegt, bildet der Schwarze Tamarin die midas-Artengruppe innerhalb der Gattung Saguinus. Saguinus ursulus und S. niger sind im Zuge einer Allopatrischen Artbildung entstanden, wobei der Tocantins eine Geographische Isolation der beiden Arten voneinander bewirkte.